# Édouard-Zotique Massicotte

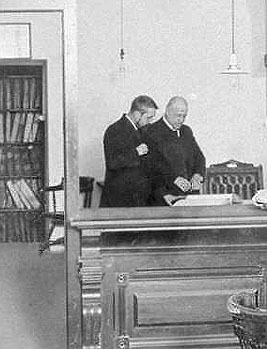
E. Z. Massicotte, à gauche, au bureau des archives du Palais de justice, en 1911.

Édouard-Zotique Massicotte, né le 24 décembre 1867 et mort le 8 novembre 1947, est un historien, archiviste, journaliste et critique littéraire québécois. Frère de l'illustrateur Edmond-Joseph Massicotte, il l'a aussi comme collaborateur,. Critique moderne séduit par les courants littéraires et les esthétiques de son temps, et notamment par le symbolisme, il s’opposait ouvertement au « ronronnement » de la critique canadienne-française traditionnelle. Il est également l’auteur d’une vingtaine de poèmes en prose d’inspiration décadentiste.  

## Biographie
Massicotte naît le 24 décembre 1867 à Sainte-Cunégonde, municipalité aujourd'hui annexée à Montréal. Il est le fils d'Édouard Massicotte, cordonnier, et d'Adèle Bertrand. Il termine des études de droit.
En 1883, Massicotte s'intéresse au folklore québécois et commence à recueillir des chansons dans la région de Montréal. En 1917 il rencontre Marius Barbeau et poursuit avec lui sa collecte de chansons à Montréal et dans la région de Trois-Rivières. 
Il recueille quelque 5 000 versions de chansons et récits. En même temps, il publie un nombre considérable d'articles et d'ouvrages se rapportant aux traditions et coutumes ainsi qu'à la petite histoire du Québec. Ses travaux lui assurent la renommée. Il est élu en 1920 à la Société royale du Canada, qui, en 1936, lui décerne la médaille d'or Tyrrell. Avec Marius Barbeau, il collabore aux premières Soirées du bon vieux temps (1919). Il organise les Soirées de famille animées par Ovila Légaré au Monument national.
Il pratique longtemps le journalisme et s'intéresse aussi à l'histoire (surtout de Montréal) et à la recherche archivistique.
Responsable des recherches au palais de justice de Montréal, il est connu pour son travail fouillé sur les objets provenant du Régime français. Il publie de nombreux articles dans le Bulletin des recherches historiques de Pierre-Georges Roy.
Surnommé le « jeune barbare » à cause de son intérêt pour le symbolisme, il est, en 1895, membre fondateur de l'École littéraire de Montréal.
Il est nommé archiviste du district judiciaire de Montréal en 1911.
Il meurt à Montréal le 8 novembre 1947 à l'âge de 79 ans.

## Publications

### Ouvrages
- Albums de rues — Montréal, de 1870 à 1920. Plus de 6 000 illustrations.
- La cité de Sainte-Cunégonde de Montréal : notes et souvenirs, Montréal, J. Stanley Houle, 1893 — Illustrations d'Edmond-Joseph Massicotte.
- Le droit civil canadien résumé en tableaux synoptiques, Montréal, C. Théorêt, 1896
- La famille Massicotte : histoire, généalogie, portraits, Montréal, 1896
- Conteurs canadiens-français du XIXe siècle avec préface, notices et vocabulaire, Montréal, C. O. Beauchemin et fils, 1902 — Illustrations d'Edmond-Joseph Massicotte.
- Athlètes canadiens-français : recueils des exploits de force, d'endurance, d'agilité, des athlètes et des sportsmen de notre race, depuis le XVIIIe siècle : biographies, portraits et anecdotes, Montréal, Librairie Beauchemin, 1909
- Miettes d'histoire canadienne, Montréal, Librairie Beauchemin, 1913[9]
- Mœurs, coutumes et industries canadiennes-françaises, Montréal, Librairie Beauchemin, 1913
- (avec Régis Roy[10]) Armorial du Canada français, Montréal, Librairie Beauchemin, 1915
- Anecdotes canadiennes illustrées, Montréal, Librairie Beauchemin, 1928
- Mémento historique de Montréal, dans Mémoires de la Société Royale du Canada, vol. 27, no 1, Ottawa, Société royale du Canada, 1933
- Cent fleurs de mon herbier : études sur le monde végétal à la portée de tous ; suivies d'un Calendrier de la flore de la province de Québec, 1906 — Illustrations d'Edmond-Joseph Massicotte.
- Monographie de plantes canadiennes : suivies de croquis champêtres et d'un calendrier de la flore de la province de Québec, 1899
- Arrêts, édits, ordonnances, mandements et règlements conservés dans les archives du palais de justice de Montréal
  - Première partie : 1653–1700
  - Seconde partie : 1701–1925
- Les cousins du député : comédie de mœurs canadiennes en quatre actes, 1896
- Contes canadiens, 1919

Massicotte a aussi compilé, revu et annoté :
- Hector Bertelot, Le bon vieux temps, Montréal, Librairie Beauchemin, 1916
  - Première série
  - Seconde série

### Collaborations à des revues et journaux
- Bulletin des recherches historiques[11]
- La Revue littéraire
- L'Écho des jeunes
- Les Cahiers des Dix
- L'Étendard
- Le Monde illustré
- Le Samedi
- Mémoires de la Société royale du Canada

### Archives
- Les fonds d'archives d'Édouard-Zotique Massicotte et de Léon Trépanier sont conservés au centre d'archives de Montréal de Bibliothèque et Archives nationales du Québec[12].
- Le texte, la musique et certains enregistrements de chansons ont été déposés au Musée national du Canada (Musée canadien des civilisations) ainsi qu'à la bibliothèque de la Ville de Montréal.
- Collection Edouard-Zotique Massicotte, 1850–1947, Archives de Montréal[13]

## Honneurs
- Membre de la Société des Dix, 1935
- Médaille de la Société historique de Montréal, 1936
- Docteur ès lettres de l'université de Montréal, 1936
- Médaille J. B. Tyrrell, 1939
- Depuis 1950, une rue de Montréal porte son nom.